# Russula pseudointegra
Russula pseudointegra là một loài nấm không ăn được trong chi Russula, với môi trường sống và phân bố tương tự như Russula rosea. 
Russula pseudointegra phân biệt bởi mùi cay của nó.